# Kriisa (Orgelbauer)

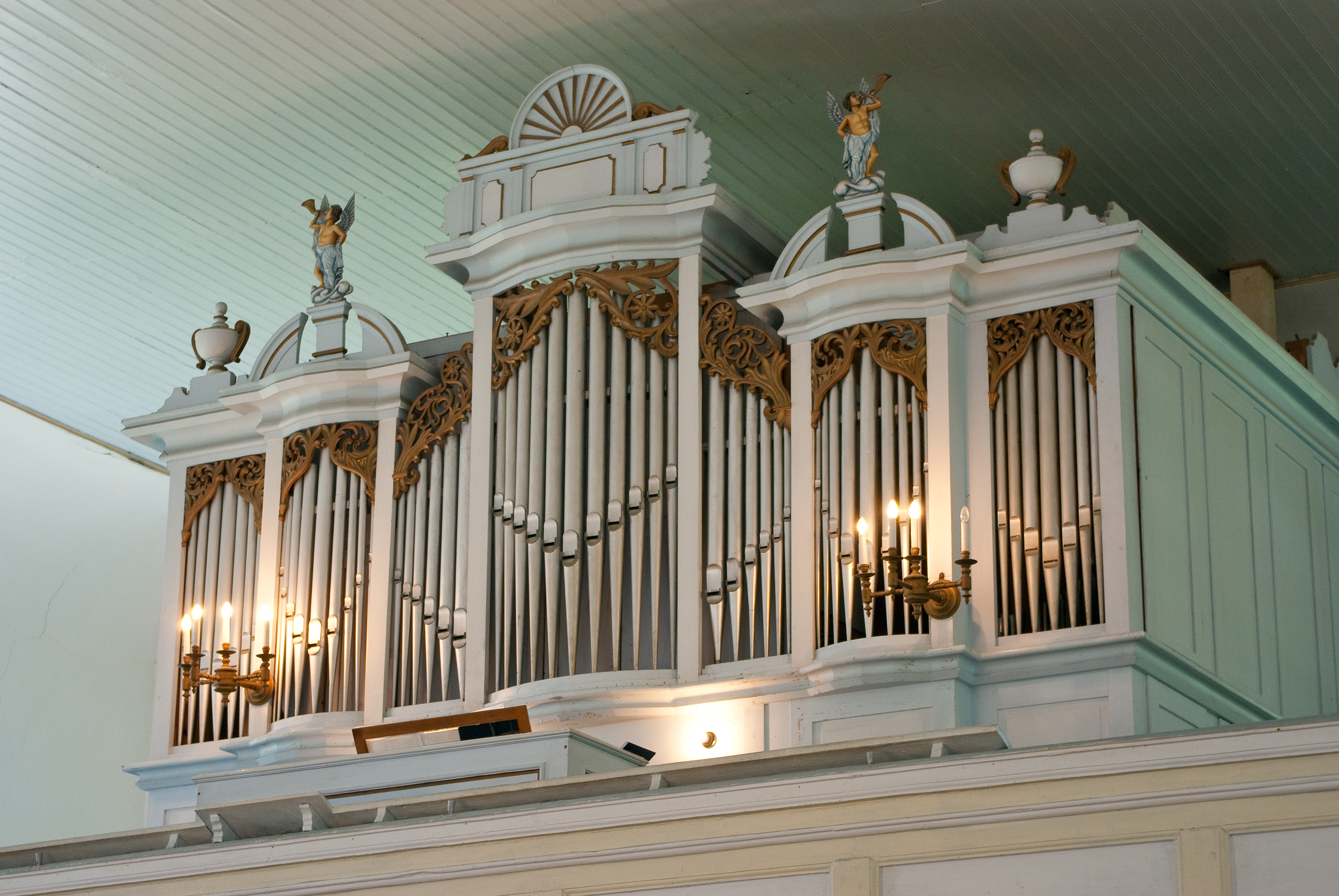
Orgel in Rõuge

Kriisa sind eine Orgelbauerfamilie und eine Orgelbaufirma in Estland.

## Geschichte
Die Brüder Juhan (1858–1942), Jakob (1861–1949) und Tannil Kriisa (1866–1940) gründeten eine Orgelbauwerkstatt im estnischen Kokemäe und bauten 1886 ihre erste größere Orgel. Eduard Kriisa (1902–1968), der Sohn von Tannil, führte diese weiter. Dessen Bruder Harry Kriisa (1911–1976) emigrierte 1949 in die USA und baute dort 18 Orgeln.
Hardo Kriisa (* 1940) übernahm die Werkstatt in Kokemäe und verlegte sie 1976 nach Rakvere. Dort besteht sie bis heute als einzige des Landes und widmet sich vor allem der Restaurierung und Pflege bestehender Orgeln.

## Orgeln (Auswahl)
Europa
Von den Orgelbauern Kriisa sind 23 Orgelneubauten in Estland bekannt, weitere in Russland, der Ukraine, Finnland und Schweden. Einige sind erhalten.
| Jahr | Ort                 | Gebäude                                           | Bild | Manuale | Register | Bemerkungen    |
| ---- | ------------------- | ------------------------------------------------- | ---- | ------- | -------- | -------------- |
| 1926 | Rakvere             | Kolmainu kirik (Dreieinigkeitskirche)             |      | II/P    | 27 (29)  | erhalten       |
| 1928 | Petschora, Russland | Evangelisch-lutherische Kirche St. Petrus         |      | II/P    | 21       | nicht erhalten |
| 1930 | Rõuge               | Maarja kirik (St. Marienkirche)                   |      | II/P    | 29 (30)  | erhalten       |
| 1937 | Suure-Jaani         | Kirik (Kirche)                                    |      | II/P    | 25 (26)  |                |
| 1939 | Rapla               | Maarja-Magdaleena kirik (Maria-Magdalenen-Kirche) |      | II/P    | 28       |                |
| 2010 | Pärnu               | Eliisabeti kiriku (St.-Elisabeth-Kirche)          |      | II/P    | 31 (35)  | Chororgel      |

USA
Harry Kriisa baute 18 Orgeln in den USA.
| Jahr | Ort               | Gebäude                           | Bild | Manuale | Register | Bemerkungen        |
| ---- | ----------------- | --------------------------------- | ---- | ------- | -------- | ------------------ |
| 1970 | Decatur, Illinois | First Evangelical Lutheran Church |      | IV/P    | 41 (48)  | seine größte Orgel |